# Râul Predelu Mare
Râul Predelu Mare este un curs de apă, afluent al râului Eșelnița. 